# Kírovski (Altai)
|  | No s'ha de confondre amb Kírovsk. |

|  | Per a altres significats, vegeu «Kírovski». |

Kírovski (en rus: Кировский) és un poble (un possiólok) del krai de l'Altai, a Rússia, que el 2013 tenia 1.062 habitants. Pertany al districte de Lóktevski.